# Xirotxanka
Xirotxanka - Широчанка (rus) és un possiólok del krai de Krasnodar, a Rússia. Es troba a la vora del Ieia, al sud del golf de Taganrog de la mar d'Azov, a la península de Ieisk. És a 6 km al sud-est del centre de Ieisk i a 186 km al nord-oest de Krasnodar.
Pertany a la ciutat de Ieisk i pertanyen a aquest possiólok els possiolki de Beregovoi, Blijneieiski, Bolxelugski, Krasnoflotski, Podbelski i Morskoi.